# Eustrate Ivanovich Delarof
Evstrati Ivánovich Delárov (también transliterado como Evstrat Delárov o Eustrate Delarof, en griego: Ευστράτιος Ντελάρωφ, en ruso: Евстратий Иванович Деларов) (ca. 1740-1806) fue un marino de origen griego que estuvo al servicio de varias compañías del comercio de pieles en la América rusa. Fue el primer explorador y comerciante griego (Macedonia) que está documentado que llegó a Alaska.

## Biografía
La carrera de Delárov en la América rusa se remonta por lo menos a 1764, cuando estaba en la islas Aleutianas a bordo del barco Piotr i Pável, que iba al mando de Iván Maksímovich Soloviov. Delárov habría participado en los ataques que ese año 1764 Soloviov realizó a la alianza de los aleutas de las islas Umnak y Unalaska, que se llevaron a cabo en venganza por la revuelta de 1762 de las islas Fox —un ataque aleuta coordinado a cuatro buques rusos y a varias partidas en tierra, en el que murieron más de 300 rusos.
Mientras estaba al servicio de la compañía de los hermanos Panov, Delárov habría utilizado un puerto de la isla Unga como base de operaciones, que durante muchos años fue conocido como puerto Delárov o Greko-Delárovskoie, porque Delárov era de origen griego. Entre 1781 y 1786 Delárov y otros dos capitanes rusos hicieron varias incursiones exploratorias desde la isla Unga hacia el Prince William Sound.
Con el tiempo, Delárov se ganó una reputación como un excelente capitán. Se convirtió en copropietario de varios barcos dedicados al comercio de pieles. Otro exitoso comerciante de pieles ruso que operaba en la América rusa, Grigori Shélijov, se reunió con Delárov en Irkutsk y lo convenció para que se convirtiese en gerente principal de su establecimiento en la bahía de Tres Santos, un asentamiento comercial fundado en 1784 en la isla de Kodiak. Delárov navegó a Kodiak en 1787 a bordo del barco Three Saints, que iba al mando de Gerasim Izmailov. Desde 1787 hasta 1791 fue director jefe de la Compañía Gólikov-Shélijov, siendo el predecesor de Aleksandr Baránov. Más tarde se convirtió en socio de las empresas de Shélijov y en uno de los principales accionistas. En 1796 dirigió los asuntos de la compañía en Irkutsk.
En 1787 Delárov estableció un puesto de avanzada en Karluk, en la isla Kodiak, frente al continente, del que lo separaban las aguas del ahora conocido como estrecho de Shelikhov. Delárov también envió partidas de caza en la bahía Resurrección, donde se estableció un puesto llamado Aleksandrovskaia en la actual Seldovia.
En 1788 una expedición española comandada por  Esteban José Martínez y Gonzalo López de Haro viajó a Alaska para investigar la actividad rusa en Norteamérica. Una primera serie de viajes españoles en Alaska no había encontrado a ningún ruso, pero durante esa expedición se produjo el primer contacto. Haro encontró los asentamientos de Shélijov en la bahía de Tres Santos y se reunió con Delárov. Haro y Delárov conversaron largamente. Delárov informó a Haro de que había siete puestos de Rusia en la costa entre Unalaska y el Prince William Sound y que un barco rusa iba hacia el sur a lo largo de la costa cada año, hasta alcanzar el Nootka Sound, en la costa occidental de la isla de Vancouver. Esta última información fue muy probablemente una invención destinada a intimidar a los españoles. Que Delárov había exagerado la fuerza de los rusos se puso de manifiesto cuando los españoles continuaron su viaje y visitaron Unalaska: Delárov le había dicho a Haro que 120 rusos vivían allí, pero los españoles descubrieron que Potap Zaikov era el único ruso, ya que el resto eran aleutianos.
Cuando en 1799 se fundó la Compañía Ruso-americana, Delárov se trasladó a San Petersburgo y sirvió en el Consejo de Administración de la empresa hasta su muerte en 1806.

## Legado
Varios lugares han sido nombrados en honor de Delárov, como las islas Delarof y el Puerto Delarof La ciudad fantasma de Unga, Alaska fue originalmente llamada Delárov y también el Ejército de los EE. UU. ha bautizado un barco de transporte como Delarof.